# Lankum

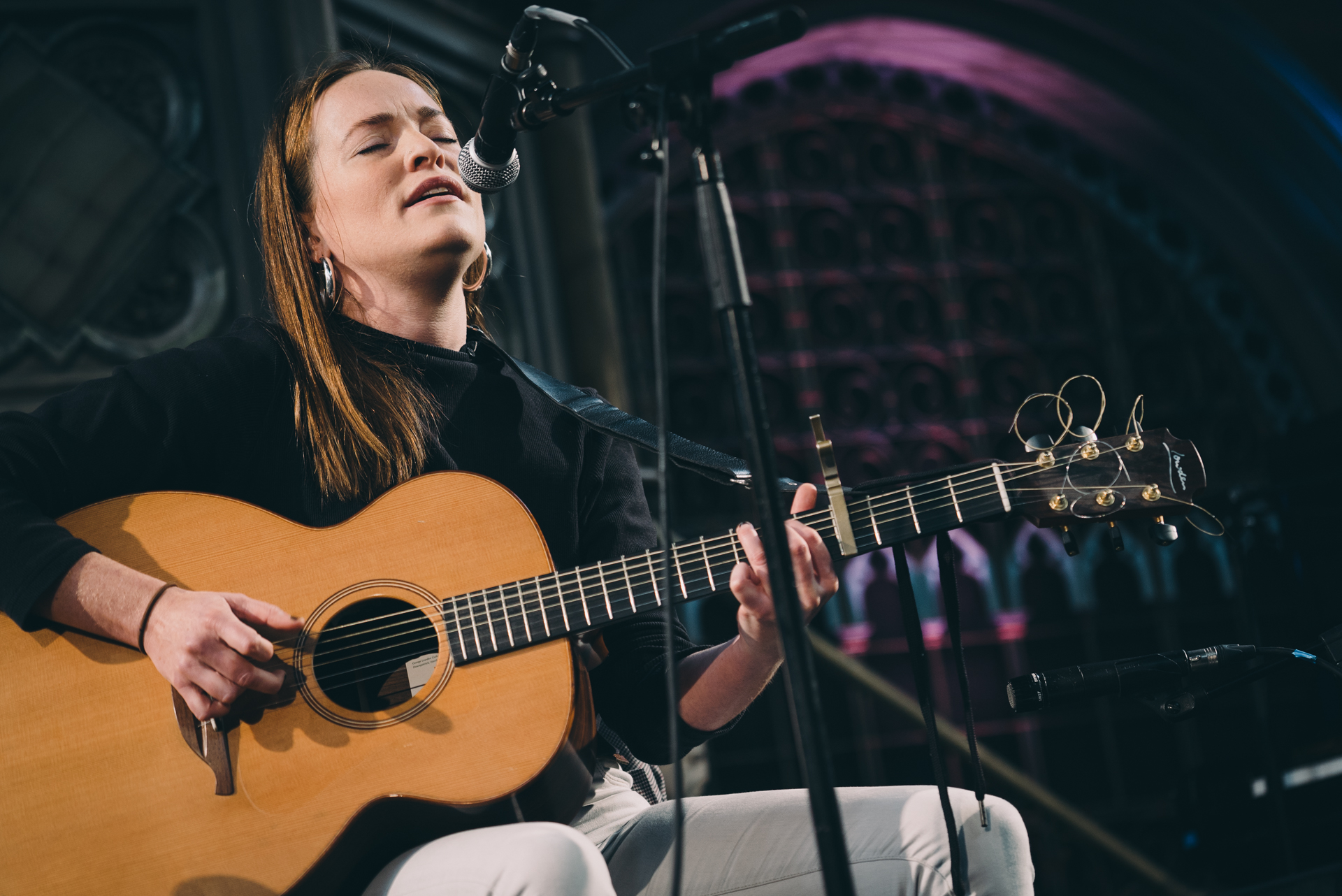
Radie Peat.

Lankum is een hedendaagse Ierse folkmuziekgroep. Ze combineren traditionele Ierse folk met invloeden van onder andere krautrock, psychedelica en drones.

## Biografie
De broers Ian en Daragh Lynch waren vanaf begin jaren 2000 actief als folk/folkpunk-duo onder de naam Lynched, een verwijzing naar hun achternaam. In 2012 sloten Radie Peat en Cormac MacDiarmada zich aan bij de band.
In 2017 wijzigden ze de naam van de band naar Lankum. Ze wilden hiermee de pijnlijke associaties vermijden van de bandnaam Lynched met racistische lynchpartijen in de Verenigde Staten. De naam Lankum verwijst naar de song False Lankum van de Ierse folkzanger John Reilly.
Lankum gaf optredens op diverse internationale festivals en podia, waaronder Glastonbury, Primavera Sound, Best Kept Secret, Eurosonic Noorderslag en Paradiso. Met het album False Lankum (2023) stond Lankum korte tijd in de hitlijsten van Nederland en België.

## Stijl en invloeden
De Lynch broers groeiden op met punk, MacDiarmada en Peat meer met Ierse folk. Uiteindelijk bleken ze liefde voor Ierse folk gemeen te hebben.
Ze zien Planxty en The Pogues als voorbeelden, omdat deze groepen de Ierse volksmuziek wisten te vernieuwen. The Pogues deden dit door de rauwe energie van punk mee te geven aan traditionele Ierse songs.
Ook Lankum geeft een nieuwe draai aan oude Ierse volksmuziek. Ze zingen veel oude volksliedjes, zoals moordliederen, rebel-songs en shanties. Ook werken ze veel met traditionele instrumenten. Maar de muziek van Lankum klinkt heel anders dan die van hun voorgangers. Lankum combineert traditionele, soms eeuwenoude Ierse folk met invloeden van onder andere krautrock, psychedelica, drones en experimentele elementen.
Bij Lankum kan een trage oude melodie gevolgd worden door "dystopische herrie" en "psychedelische uitvergrotingen". Het repertoire strekt zich uit van lieflijke folksongs tot duistere, grimmige folksongs over moord en dood. Dat alles wordt op een zeer intense en indringende manier gebracht.

## Leden
- Ian Lynch (zang, gitaar, doedelzak, draailier, uilleann pipes, concertina, tamboerijn, synthesizer, fluit)[17][16][18]
- Daragh Lynch (zang, gitaar, piano, accordeon, dulcimer)[17][16][19]
- Cormac MacDiarmada (zang, gitaar, fiddle, altviool, dulcimer, banjo, concertina)[17]
- Radie Peat (zang, concertina, harmonium, bajan (accordeon), tinwhistle, harp)[20]

De leden van Lankum noemen daarnaast muziekproducent John “Spud” Murphy het vijfde bandlid.

## Erkenning en waardering
Lankum won diverse prijzen en nominaties en scoorde hoog in de jaarlijstjes van muziekjournalisten. De Volkskrant en The Guardian zetten False Lankum op 1 in hun lijst van beste albums van 2023. Bij OOR eindigde dit album op 2 en bij The Telegraph op 4. The Lifelong Day eindigde op 8 in NPR's lijst van beste albums van 2019.
De Volkskrant schreef over Lankum: "Geen band heeft de afgelopen jaren de zeggingskracht en rijkdom van Ierse folk zo eigenzinnig van een nieuwe dimensie voorzien". De Standaard noemde Lankum "de band die Ierse folk de 21ste eeuw in loodst".

## Prijzen en nominaties (selectie)
- 2018: BBC Radio 2 Folk Award in de categorie Best Group[27]
- 2018: BBC Radio 2 Folk Award in de categorie Best Original Track voor The Granite Gaze[27]
- 2019: RTÉ Choice Music Prize in de categorie Album of the Year[28]
- 2020: Songlines Music Award in de categorie Europa[29]
- 2023: Nominatie voor Mercury Prize in de categorie Album of the Year[30]
- 2023: RTÉ Choice Music Prize in de categorie Album of the Year[31]
- 2024: Nominatie voor Ivor Novella Award in de categorie Best Album[32]
- 2024: Songlines Music Award in de categorie Europa[33]

## Discografie
- 2003: Where Did We Go Wrong?! (als Lynched)
- 2014: Cold Old Fire (als Lynched)
- 2017: Between the Earth & Sky
- 2019: Lifelong Day
- 2023: False Lankum
- 2024: Live in Dublin